# Fingerblad
Fingerblad (Frithia pulchra) är en suckulent art inom släktet Frithia och familjen isörtsväxter. 
Fingerblad liknar väldigt mycket fönsterblad, speciellt Fenestraria aurantiaca, men dess blad är mer rörformade och blommorna är rosa med vitt till gult svalg.
Det vetenskapliga namnet Frithia är namngivet efter Frank Frith från Sydafrika. Det lokala namnet för denna växt är liten elefantfot.

## Förekomst
Fingerblad är relativt sällsynt och växer vilt endast på en 200 meter bred och 150 kilometer lång remsa uppe på toppen av Magaliesberg i den nordvästra provinsen av Sydafrika (tidigare Transvaal).
De övre jordlagren på dess växtplats är väldränerade och består av stora delar kvarts och saknar därför lera helt, men består av en liten del humus. Den bevattning som de får kommer från de sällan förekommande åskregnen, och då blir de ordentligt genomdränkta. Dessa åskskurar kommer med cirka en månads mellanrum, men mellan dessa får de utstå total torka. Temperaturen under dessa perioder ligger ofta runt 30 grader Celsius. Under vinterhalvåret råder total torka med temperaturer under nollstrecket på natten, men upp till 20 till 25 grader på dagen.